# Lenguas ibibio-efik
Las variedades efik-ibibio o ibibio-efik es un continuo geolectal dentro del grupo Cross de la subfamilia Benue-Congo. Dentro de estas variedades el efik tiene estatus de lengua nacional en Nigeria y es la lengua literaria estándar de las lenguas de este grupo, aun cuando el ibibio, propiamente dicho, tiene más hablantes.

## Variedades
El continuo geolectal efik-ibibio comprende más de 3,5 millones de hablantes que viven en los estados de Akwa Ibom y de Cross River del SE de Nigeria, siendo este grupo la sexta macrolengua con más hablantes en Nigeria, tras el hausa, el yoruba, el igbo, el fulani y el kanuri. Más específicamente, se contabilizaba un millón de anaangs (c. 1990); entre 1,5 y 2 millones de ibibios (1998) y 400 000 efiks (aun así como segunda lengua el efik tiene cerca de 2 millones de hablantes adicionales como hablantes de segunda lengua).
Algunas variedades con menos hablantes, de acuerdo con Williamson y Blench, son 200 000 ekit, 7 000 efai, 20 000 ibuoro, 5 000 eki, 5 000 idere y un centenar de Ukwa. Estas variedades podrían cosiderarse dialectos de una única lengua, aunque Ethnologue las considera como lenguas separadas.